# Marin Mustață
Marin Mustață (* 3. März 1954 in Bukarest; † 2007) war ein rumänischer Säbelfechter.

## Erfolge
Marin Mustață nahm dreimal an Olympischen Spielen teil: 1976 erreichte er in Montreal mit der Mannschaft das Halbfinale, das gegen die Sowjetunion verloren wurde. Er setzte sich im anschließenden Gefecht um Rang drei aber gegen Ungarn mit 9:4 durch und gewann so gemeinsam mit Dan Irimiciuc, Ioan Pop, Alexandru Nilca und seinem Cousin Corneliu Marin Bronze. Vier Jahre darauf belegte er in Moskau im Einzel Rang 22 sowie mit der Mannschaft Rang fünf. Bei den Olympischen Spielen 1984 in Los Angeles zog Mustață mit der rumänischen Equipe erneut ins Gefecht um den dritten Rang ein und gewann dank eines 8:7-Erfolgs über Deutschland mit Alexandru Chiculiță, Corneliu Marin, Ioan Pop und Vilmoș Szabo eine weitere Bronzemedaille. Im Einzel platzierte sich auf Rang sechs.